# Cartoixa de l'Annunciata
La Cartoixa de l'Annunciata de Porta Coeli fou un monestir cartoixà ubicat a la ciutat de València, l'Horta.
Va ser la tercera fundació valenciana de l'Orde de la Cartoixa i la vuitena de l'antiga província cartoixana de Catalunya. El seu nom complet sembla que fou l'Anunciació de Maria Santíssima. Es fundà l'any 1442 i es va abandonar poc després, el 1445.

## Història
La seua creació es deu a la donació d'unes possessions a la partida de Marxalenes i rendes feta pel ric mercader Jaume Perfeta, i a la intercessió duta a terme en el seu antic cenobi pel seu ex conrer fra Joan de Nea (que aleshores ho era de Montalegre i es trobava a València), perquè Portaceli acceptara la nova fundació. La dependència de l'Annunciata respecte a Portacoeli era completa, ja que a més d'habitar-se amb els seus monjos, el seu prior havia de tindre la superintendència d'aquella fins que no es consolidara la seua existència precària.
Perfeta adaptà algun edifici o edificis per a la vida monàstica que formarien part del complex de Na Mallada (conegut també pel Real de Na Guascona), segurament el batà anomenat d'En Ferrada. Estava situat molt prop del partidor i immediat a les llengües de Rambla i Algirós, que Prefeta posseïa junt a l'antic monestir cistercenc de la Saïdia, a l'horta de València. Després de la desaparició de la cartoixa, l'edifici que ocupava tornà al seu ús agroindustrial anomenant-se molí de Misser Bas.
Encara que arribaria a tindre dos rectors (Joan Martí i Jaume Díez) i a comptar amb el suport de la reina Maria de Castella, esposa d'Alfons el Magnànim, l'Annunciata durà escassament tres anys. Francesc Maresme, acompanyat pel noble i benefactor de Portaceli Berenguer Martí de Torres, presentà la renúncia davant la mateixa reina. Algunes de les causes perquè el 1445 el Capítol General ordenara renunciar al projecte de l'Annunciata foren la falta de béns materials i rendes per a la subsistència, l'alt grau de sinistralitat del seu emplaçament i reparacions contínues degudes a les riuades cícliques del riu o per la situació pròxima a un nucli urbà que no permetia el retir i la soledat propis dels cartoixans.

## Arquitectura
Els pocs edificis que arribà a tindre la cartoixa, capella i dependències (cel·les i oficines) ocuparen el molí o batà de Jaume Perfeta, habilitat per a eixes funcions. Desapareguda la cartoixa, el molí tornaria a tindre funcions agràries o industrials i hui dia no queda rastre ni de l'edifici ni de l'horta a la zona on antigament se situà la cartoixa.
Aquesta ubicació estaria al barri de Marxalenes, aproximadament a l'illa de cases delimitada pels carrers de Màlaga (nord), Doctor Olóriz (est), Arquebisbe Fabián i Fuero (sud) i avinguda de Burjassot (oest)